# Emily Lorimer
Emily Overend Lorimer (Dublín, 10 de agosto de 1881-Hatfield, junio de 1949), también conocida como E. O. Lorimer, fue una periodista irlandesa, lingüista, analista política y escritora.

## Biografía
Emily Overend Lorimer nació en Dublín el 10 de agosto de 1881, hija de Thomas George Overend, abogado y juez del tribunal del consejo municipal, y su mujer Hannah (de soltera Kingsbury). Tenía una hermana y dos hermanos. Eran una familia anglo-Irlandesa. Lorimer fue educada en el Trinity Collegue de Dublin, donde estudió Lenguas Modernas y acabó en 1904. Continuó su educación continuó en la Universidad de Somerville, Oxforden en 1906. En 1907, Lorimer pasó un tiempo en la Universidad de Múnich. Se casó con David Lockhart Robertson Lorimer en 1910 en la Iglesia de Cristo en Leeson Park, Dublín.
Trabajó como profesora de Filología germánica para la Universidad de Somerville Oxford dónde, en su tiempo libre, aprendió sánscrito. Hilda, la hermana de David, ocupó el cargo de subdirectora de Somerville College durante la Segunda Guerra Mundial. De hecho, fue a través de su amistad con Hilda que Lorimer conoció a su esposo. Lorimer solía cooperar con el trabajo de su esposo y cuando él viajaba por trabajo, ella viajaba con él. Trabajó como su secretaria privada cuando él estaba en el Medio Oriente. También trabajó como editora de Basrah Times durante la Primera Guerra Mundial, y estuvo relacionada con la Cruz Roja. Lorimer residía en El Cairo durante la revuelta árabe. Durante los años 20 y 30 fue una de las principales comentaristas de Gran Bretaña sobre Adolf Hitler y el nazismo. Trabajando para Faber y Faber tradujo sus obras junto con otros autores de lengua alemana, incluido Gustav Krist. Lorimer comenzó su beca cuándo su marido se jubiló en 1927. Lorimer había continuado aprendiendo nuevos idiomas y estudiando. Le encantaba cuando su marido estaba destinado en el extranjero. Lorimer no estaba a favor de la independencia árabe ni del gobierno autónomo Irlandés. No creía en el sufragio femenino. Aun así, se describió a sí misma como una apasionada de la lengua y literatura árabes, aun cuando no era capaz de comprender la cultura. Ella y su esposo fueron galardonados con la medalla en memoria de Burton por la Royal Asiatic Society en 1948. También fue galardonada con la OBE..
Los Lorimer adoptaron a una hija, que luego se convirtió en la Sra. Munro..